# Kaletnik (gromada)
Kaletnik – dawna gromada, czyli najmniejsza jednostka podziału terytorialnego Polskiej Rzeczypospolitej Ludowej w latach 1954–1972.
Gromady, z gromadzkimi radami narodowymi (GRN) jako organami władzy najniższego stopnia na wsi, funkcjonowały od reformy reorganizującej administrację wiejską przeprowadzonej jesienią 1954 do momentu ich zniesienia z dniem 1 stycznia 1973, tym samym wypierając organizację gminną w latach 1954–1972.
Gromadę Kaletnik z siedzibą GRN w Kaletniku utworzono – jako jedną z 8759 gromad – w powiecie suwalskim w woj. białostockim, na mocy uchwały nr 23/V WRN w Białymstoku z dnia 4 października 1954. W skład jednostki weszły obszary dotychczasowych gromad Adamowizna, Dębowo, Kaletnik i Linówek ze zniesionej gminy Puńsk, Grauże Nowe, Łowocie, Pokomsze, Szlązak, Wiatrołuża i Wesołowo ze zniesionej gminy Szypliszki, Polule ze zniesionej gminy Jeleniewo, oraz Bobrowisko i Wiatrołuża ze zniesionej gminy Huta w tymże powiecie. Dla gromady ustalono 18 członków gromadzkiej rady narodowej.
1 stycznia 1958 do gromady Kaletnik przyłączono wieś Klonorejść z gromady Żubryn w tymże powiecie.
31 grudnia 1959 do gromady Kaletnik przyłączono wsie Jegliniec i Orlinek, kolonię Jabłonowo i osadę Granowo oraz jezioro Jegliniec ze zniesionej gromady Jegliniec.
1 stycznia 1969 do gromady Kaletnik przyłączono wieś Lipniak ze zniesionej gromady Nowa Wieś.
1 stycznia 1972 do gromady Kaletnik przyłączono wsie Bilwinowo, Głęboki Rów i Węgielnia ze zniesionej gromady Żubryn.
Gromada przetrwała do końca 1972 roku, czyli do kolejnej reformy gminnej.